# Ištanuwa
Ištanuwa (hethitisch: URUiš-ta-nu-wa, selten: URUaš-ta-nu-wa, URUaš-ta-nu-u-wa) war eine hethitische Kultstadt in Anatolien, deren genaue Lage unbekannt ist. Die überlieferten Ištanuwa-Texte sind wichtig für die Erforschung der Sprache und Religion der Luwier. Sie können ins 16. Jahrhundert v. Chr. datiert werden.

## Name und Lage
Der Name Ištanuwa leitet sich von der hattischen Sonnengöttin Eštan ab. Die alternative Schreibung Aštanuwa war die hattische oder luwische Form des Namens.
Die Lage von Ištanuwa ist unbekannt. Da hier der Fluss Šaḫiriya verehrt wurde, der mit dem Sakarya gleichgesetzt werden kann, muss die Stadt in dessen Nähe gelegen haben, vielleicht in der Region des antiken Gordion. Dazu passt auch, dass keine hurritischen Einflüsse bemerkbar sind, mit Ausnahme der „hurritischen Inar“ (ḫurlaš dInar), die in einer der Götterlisten erscheint.

## Sprache
Ištanuwisch (heth. ištanumnili), die Sprache der überlieferten Kultlieder, ist ein Dialekt des Luwischen, der einige Besonderheiten bezüglich des Vokabulars aufweist. Der Erhalt des Laryngals in der Imperativform parḫaddu „er treibe!, er jage!“ gegenüber Keilschriftluwisch paraddu wird als Archaismus gewertet, so auch die Befehlsform pāyu „er gebe!“, da im Luwischen konsequent der Stamm piya- durchgeführt wurde. Dagegen ist die Verwendung des enklitischen Pronomens -mi „mir, mich“ im Dativ eine Neuerung gegenüber Keilschriftluwisch -mu.

## Kulte
Die Stadt war ein regionales Kultzentrum. Das Fest von Ištanuwa, an dem auch Bewohner vom benachbarten Lullupiya teilnahmen, dauerte mehrere Tage. Zudem opferten der hethitische Großkönig und die Großkönigin (Tawananna) am Fest, sowie weitere Mitglieder der königlichen Familie konnten sich am Fest beteiligen.
Zu den religiösen Feierlichkeiten gehörten Gesänge im lokalen Dialekt. Obschon diese eine zentrale Rolle spielten, nennen die Texte ausdrücklich, dass einige Gesänge nicht wichtig sind und nicht zwingend aufgeführt werden müssen. Die Gesänge wurden wechselweise von einem Vorsänger und einem Chor gesungen. Die Texte zitieren jeweils den Anfang der Lieder und manchmal die Art: so werden Donnerlieder, Sühnelieder oder Tanzlieder genannt. Die Donnerlieder werden abwechselnd von einem Chor aus Ištanuwa und einem aus Lullupiya gesungen, Priester begleiten sie mit Lauten.
Ein in hethitischen Kulten nicht vorkommendes Ritual war der kultische Kuss, der sonst nur noch für die Kulte der Göttin Ḫuwaššanna in Ḫubišna bekannt ist, wo ebenfalls das luwische Element vorwiegt.

## Gottheiten
Die Hauptgottheiten von Ištanuwa waren der Wettergott von Ištanuwa und die Sonnengottheit von Ištanuwa, die wohl mit den luwischen Gottheiten Tarḫunt und Tiwad gleichgesetzt werden können. Ihnen wurden im Freien vor einer Stele Tiere geopfert. Andere auch sonst bekannte Gottheiten waren die Schutzgottheit, wohl Rundiya, der Pestgott Yarri und die Gartengöttin Maliya.
Einige der nur für Ištanuwa bezeugten Gottheiten lassen sich aufgrund ihres Namens deuten: Warwaliya war eine Korngottheit (luw.: warwal- „Same, Saat“), Winiyanda eine Weingottheit, in deren Kult Weinkrüge genannt werden. Tarwaliya, in deren Verehrung Trommeln zum Einsatz kamen, dürfte ein Tanzgottheit gewesen sein (heth. tarwai- „tanzen“). Immaršiya war wohl eine Flurgottheit (luw. immra- „Feld, Flur“) und Iyašalla möglicherweise eine Gottheit des Handels (luw. iyasa- „kufen“). Der Name Šuwašuna könnte als „Vollfülle“ gedeutet werden. Die Bedeutung der meisten Gottheiten aber ist unbekannt. Somit gehörte die Mehrheit der Gottheiten in den Bereich von Wohlstand und Fruchtbarkeit.

## Wiluša
Die Kultlieder von Ištanuwa spielen auch eine Rolle in der Frage um die Stadt Wiluša, die mit Troja in Verbindung gesetzt wird (vgl. Tübinger Troja-Debatte). Während der Libation für die Gottheit Šuwašuna wird ein luwisches Lied gesungen, dessen erster stabreimende Vers lautet:
aḫḫa=ta=tta alati : awita wilušati
„Wenn sie vom steilen / fernen Wiluša heraufkommen.'“
Die Bedeutung des Wortes ala- ist umstritten und wird als „hoch“, „fern“ oder „Meer“ gedeutet. Nach einigen Forschern liegt hier der Anfang eines epischen Gesangs um Troja vor. Allerdings muss das letzte Wort nicht zwingend ein Ortsname sein, auch die Bedeutung „Wiese“ ist möglich (vgl. heth. wellu-).